# Paul Biedermann
Paul Biedermann (Halle, 7 de agosto de 1986) é um nadador alemão.
É o atual recordista alemão dos 200 m e 400 m (piscina olímpica e semiolímpica), e 1500 metros livres (piscina semiolímpica). Ele venceu os 200 m livres no Campeonato Europeu de 2008, com um tempo de 1m46s59. Participou dos Jogos Olímpicos de Pequim em 2008 nos 200 m livres, terminando em quinto lugar, e nos 400 m livres, ficando em décimo oitavo lugar.
Em 26 de julho de 2009, ele quebrou o recorde mundial dos 400 m livres na final do Campeonato Mundial de Roma com o tempo de 3m40s07, melhorando o recorde anterior de Ian Thorpe por 1 centésimo de segundo. Dois dias depois, em 28 de julho, Biedermann venceu de forma magistral os 200 m livres, derrotando o então recordista mundial Michael Phelps e tomando-lhe o recorde com o tempo de 1m42s00.